# Heliogomphus blandulus
Heliogomphus blandulus là loài chuồn chuồn trong họ Gomphidae. Loài này được Lieftinck mô tả khoa học đầu tiên năm 1929.